# بلودره ماریتیمو
بلودره ماریتیمو (به ایتالیایی: Belvedere Marittimo) یک کومونه در ایتالیا است که در استان کزنتزا واقع شده‌است.

## خصوصیات
بلودره ماریتیمو ۳۷ کیلومترمربع مساحت و ۹٬۳۱۸ نفر جمعیت دارد و ۰ متر بالاتر از سطح دریا واقع شده‌است.

## خواهرخوانده
شهرهای بلودره لانگه، بلودره اوسترنزه، Belvedere di Spinello و سئوتا خواهرخوانده‌های بلودره ماریتیمو هستند.